# Tomislav Tomašević
Tomislav Tomašević   (Zagreb, 13 de gener de 1982) és un polític, activista, ecologista i politòleg croat que exerceix com a alcalde de Zagreb des de 2021. És un dels líders del partit polític local anomenat Zagreb és NOSTRE! (Zagreb je NAŠ!) i del partit polític nacional Podem! (Možemo!). Des de les eleccions locals de Zagreb de 2017, és regidor a l'Assemblea de Zagreb. També va ser elegit com a diputat per al Parlament croat en les eleccions de 2020. És el líder de facto de la Coalició Verda-Esquerra.
Es va presentar com a candidat a l'alcaldia de Zagreb en les eleccions locals de 2021 i va derrotar el candidat de dretes Miroslav Škoro en la segona volta, per un marge del 64% al 34%. En les eleccions a l'alcaldia de Zagreb de 2021, Tomašević va obtenir un nombre rècord de vots en totes dues rondes.
El 3 de juliol de 2021, Tomašević va assistir a la 20a edició de l'Orgull de Zagreb, al costat d'altres polítics croats com el president del Partit Socialdemòcrata, Peđa Grbin, i el vice-primer ministre, Boris Milošević. En fer-ho, Tomašević es va convertir en el primer alcalde de Zagreb que assisteix a la desfilada, alguna cosa que ja feia abans de ser alcalde. Va declarar que «com a nou govern de la ciutat, volien demostrar que ningú pot ser discriminat per cap motiu».